# Norma Procter
Mary Norma Procter (15 de febrero de 1928 - 2 de mayo de 2017) fue una contralto británica, especialista en oratorios, conciertos y recitales.

## Biografía
Nació en Cleethorpes, en el condado de Lincolnshire (Reino Unido). Hizo su debut artístico en 1948 cantando El Mesias de Georg Friedrich Haendel, continuando su carrera como solista. En 1958, fue elegida por Benjamin Britten para sustituir a la fallecida Kathleen Ferrier en la ópera La violación de Lucrecia que se produjo durante el Festival de Aldeburgh de 1958. Su debut en el Covent Garden de Londres fue con Orfeo y Euridice de Christoph Willibald Gluck en 1961. Sin embargo, la escasez de papeles operísticos para contralto hizo que no se prodigase mucho en este campo.
Norma Procter interpretó numerosos oratorios, brillando en la Pasión según San Mateo de Johann Sebastian Bach. También trabajó el repertorio para contralto de Gustav Mahler y numerosas cantatas de Ludwig van Beethoven, además de grabar su Novena Sinfonía. Fue dirigida por numerosas batutas de prestigio como Leonard Bernstein, Malcom Sargent o Pierre Boulez.